# Тарханська Потьма
Тарха́нська Потьма́ (рос. Тарханская Потьма, ерз. Потманя) — село у складі Зубово-Полянського району Мордовії, Росія. Адміністративний центр Тархансько-Потьминського сільського поселення.
Населення — 952 особи (2010; 1113 у 2002).
Національний склад станом на 2002 рік:
- мордва — 98 %